# Пасекі (Ліпський повіт)
Пасекі (пол. Pasieki) — село в Польщі, у гміні Цепелюв Ліпського повіту Мазовецького воєводства.
Населення — 63 особи (2011).
У 1975-1998 роках село належало до Радомського воєводства.

## Демографія
Демографічна структура станом на 31 березня 2011 року:
|          | Загалом | Допрацездатний вік | Працездатний вік | Постпрацездатний вік |
| -------- | ------- | ------------------ | ---------------- | -------------------- |
| Чоловіки | 33      | 5                  | 22               | 6                    |
| Жінки    | 30      | 6                  | 12               | 12                   |
| Разом    | 63      | 11                 | 34               | 18                   |